# Emanuele Del Vecchio
Emanuele Del Vecchio,  conocido como Del Vecchio (São Paulo, 24 de septiembre de 1934-Santos, 7 de octubre de 1995), fue un futbolista brasileño. Jugaba de delantero y su primer club fue el Santos.

## Carrera
Nacido en la ciudad de São Paulo en una familia de origen italiano, Del Vecchio comenzó su carrera en 1954, defendiendo al Santos y siendo parte del equipo que ganó el Campeonato Paulista en 1955 y 1956, finalizando la competición como el goleador con 23 goles en el año 1955. Entonces se marchó a Italia, en donde marcó 13 en los 27 partidos de la Serie A en los que él jugó en el Hellas Verona. Del Vecchio entonces jugó 68 partidos de la Liga Italiana y marcó 27 goles para el SSC Napoli, antes de trasladarse al Padova, en donde anotó 8 goles en 21 partidos. Antes de unirse al Milan, ganó la liga local en 1962, y anotó aquí 3 goles en los 9 encuentros que jugó para el club. Del Vecchio regresó a Padova en 1962, jugando 4 encuentros más para el club. Jugó 6 encuentros en la liga argentina y anotó 3 goles para Boca Juniors en la Argentina, antes de regresar a Brasil en donde jugó para el São Paulo, Bangu y Paranaense antes de su retiro.

## Selección nacional
Ha sido internacional con la Selección de fútbol de Brasil. Jugó 8 partidos para su selección entre 1956 y 1957 y marcó solamente un gol. Entre los partidos que jugó se incluyeron los 4 partidos de la Copa América del año 1956. Del Vecchio jugó su primer partido el 24 de enero de 1956 contra Chile, marcando su único gol para su selección el 16 de junio de 1957 contra Portugal. Jugó su último partido el 10 de julio de 1957 contra la Argentina. Defendiendo su país, ganó la Copa Roca en 1957.

## Logros

### Individual
- Goleador del Campeonato Paulista: 1955

### Club
Milan
- Liga Italiana: 1962

Santos
- Campeonato Paulista: 1955, 1956

### Selección
Brasil
- Copa Roca: 1955

## Clubes
| Club          | País      | Año       |
| ------------- | --------- | --------- |
| Santos        | Brasil    | 1954-1957 |
| Hellas Verona | Italia    | 1957-1958 |
| SSC Napoli    | Italia    | 1959-1961 |
| Padova        | Italia    | 1961-1962 |
| Milan         | Italia    | 1962      |
| Padova        | Italia    | 1962-1963 |
| Boca Juniors  | Argentina | 1963-1964 |
| São Paulo     | Brasil    | 1964-1967 |
| Bangu         | Brasil    | 1967      |
| Paranaense    | Brasil    | 1968-1970 |